# Lu Wenyu
Lu Wenyu (en xinès tradicional: 陸文宇; en xinès simplificat: 陆文宇; en pinyin: Lù Wényǔ) és una arquitecta xinesa i cofundadora, amb el seu marit Wang Shu, del Amateur Architecture Studio. Van escollir el nom com a protesta per l'arquitectura professional i sense ànima practicada a la Xina, que creuen ha contribuït a la demolició a gran escala de molts vells barris urbans.

## Premis
En 2010, Lu Wenyu i el seu marit i soci empresarial Wang Shu van guanyar el premi alemany d'arquitectura Schelling Architecture Prize.
En 2012, Wang Shu va rebre el Premi Pritzker pel treball realitzat per la seva empresa, Amateur Architecture Studio. En una entrevista al Los Angeles Times, Wang Shu va expressar que Lu  mereixia compartir el premi amb ell.